# Belmont (Maine)
Belmont és una població dels Estats Units a l'estat de Maine (EUA). Segons el cens del 2000 tenia 821 habitants.

## Demografia
Segons el cens del 2000, Belmont tenia 821 habitants, 336 habitatges, i 243 famílies. La densitat de població era de 23,3 habitants per km².
Dels 336 habitatges en un 26,2% hi vivien nens de menys de 18 anys, en un 58,9% hi vivien parelles casades, en un 9,2% dones solteres, i en un 27,4% no eren unitats familiars. En el 22,9% dels habitatges hi vivien persones soles el 10,7% de les quals corresponia a persones de 65 anys o més que vivien soles. El nombre mitjà de persones vivint en cada habitatge era de 2,44 i el nombre mitjà de persones que vivien en cada família era de 2,79.
Per edats la població es repartia de la següent manera: un 23,5% tenia menys de 18 anys, un 7,2% entre 18 i 24, un 26,6% entre 25 i 44, un 28,1% de 45 a 60 i un 14,6% 65 anys o més.
L'edat mediana era de 40 anys. Per cada 100 dones de 18 o més anys hi havia 93,8 homes.
La renda mediana per habitatge era de 29.013 $ i la renda mediana per família de 36.875 $. Els homes tenien una renda mediana de 25.197 $ mentre que les dones 24.327 $. La renda per capita de la població era de 14.942 $. Entorn del 6,3% de les famílies i el 10,3% de la població estaven per davall del llindar de pobresa.